# Campo veronese
Il campo veronese è un'antica unità di misura italiana, usata soprattutto nei comuni di Monzambano e Ponti sul Mincio. È la misura di superficie riportata dalle Tavole di Ragguaglio dei pesi e delle misure di cui al R.D. 20 maggio 1877 n. 3836, sotto la denominazione di "campo censuario" di are 30,022410, pari a 3.002,2410 m² .
Tale misura, nella pratica degli affari, secondo le consuetudini locali, intendesi arrotondata a 3.000 m² (tremila).